# El Campillo (Huelva)
El Campillo is een gemeente in de Spaanse provincie Huelva in de regio Andalusië met een oppervlakte van 91 km². In 2007 telde El Campillo 2237 inwoners.